# Sedum craigii
Sedum craigii es una especie de planta suculenta de la familia Crassulaceae. Es endémico de Chihuahua, México.

## Taxonomía
Etimología
Ver: Sedum
craigii: en honor a uno de su descubridor, el doctor R. T. Craig